# Nieznajoma z Sans-Souci
Nieznajoma z Sans-Souci (fr. La Passante du Sans-Souci) – francusko-niemiecki dramat filmowy z 1982.

## Fabuła
Max Baumstein zabija ambasadora Paragwaju, gdyż rozpoznał w nim byłego nazistę. Wraca wspomnieniami do lat trzydziestych, do czasów swojego dzieciństwa. Wspomina śmierć ojca w 1933 w Berlinie oraz piosenkarkę Elsę. W jej roli oraz w roli żony Maxa Liny pojawiła się Romy Schneider. Był to ostatni występ aktorki przed kamerami.

## Obsada
- Romy Schneider – Elsa Wiener / Lina Baumstein
- Michel Piccoli – Max Baumstein
- Helmut Griem – Michel Wiener
- Dominique Labourier – Charlotte Maupas
- Gérard Klein – Maurice Bouillard
- Mathieu Carrière – Ruppert von Leggaert / Federico Logo
- Jacques Martin – Marcel
- Wendelin Werner – Max Baumstein (młody)
- Marcel Bozonnet – Mercier
- Christiane Cohendy – Helene Nolin
- Pierre Michaël – Me Jouffroy
- Véronique Silver – przewodnicząca w trybunale
- Maria Schell – Anna Helwig
- Jean Reno
- Isabelle Sadoyan

## Plenery
- Hansaviertel, Tiergarten (Berlin, Niemcy)
- Berlin (Niemcy)
- CCC-Atelier, Spandau (Berlin, Niemcy)
- Paris 15 (Paryż, Francja)

## Nagrody i nominacje
- César, Francja (1983)
  - wygrana: Najlepszy dźwięk (Claude Villand, William Robert Sivel)
  - nominacja: Najlepsza aktorka (Romy Schneider)
  - nominacja: Najlepszy aktor drugoplanowy (Gérard Klein)
  - nominacja: Najlepsza muzyka filmowa (Georges Delerue)